# Isan (Tajlandia)

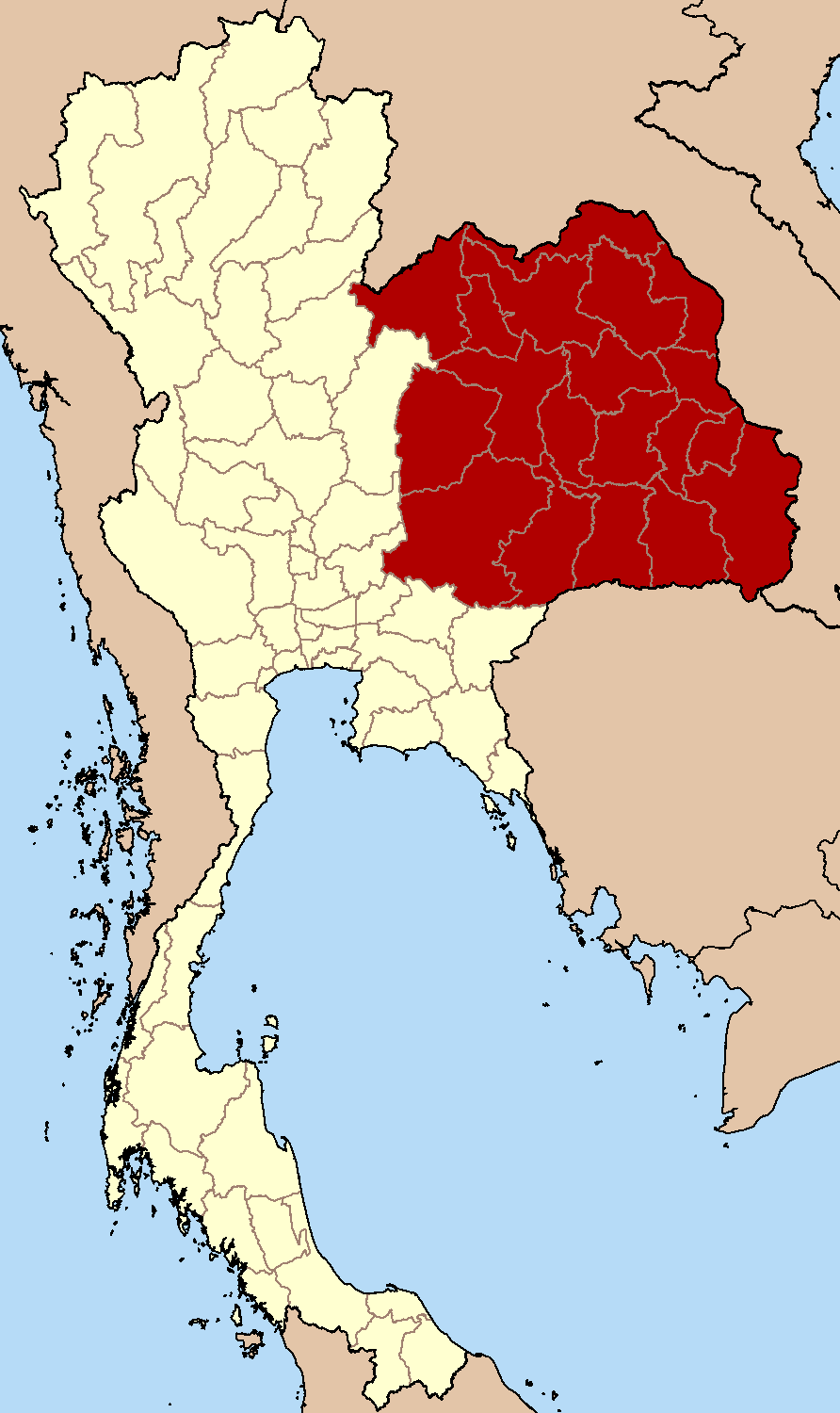
Lokalizacja regionu Isan

Isan (taj. อีสาน) – północno-wschodni region Tajlandii, graniczący z Laosem i Kambodżą. Nazwa pochodzi z sanskrytu, słowo ईशान्य iśānya oznacza dosłownie „północny wschód”. Główną gałęzią gospodarki jest rolnictwo. Isan jest najbiedniejszym regionem Tajlandii. Najważniejszym językiem regionu jest język isan, spokrewniony z centralnym językiem tajskim oraz laotańskim.